# Colletotrichum fuscum
Colletotrichum fuscum är en svampart som beskrevs av Laubert 1927. Colletotrichum fuscum ingår i släktet Colletotrichum och familjen Glomerellaceae.   Inga underarter finns listade i Catalogue of Life.